# 中世纪盛期的苏格兰

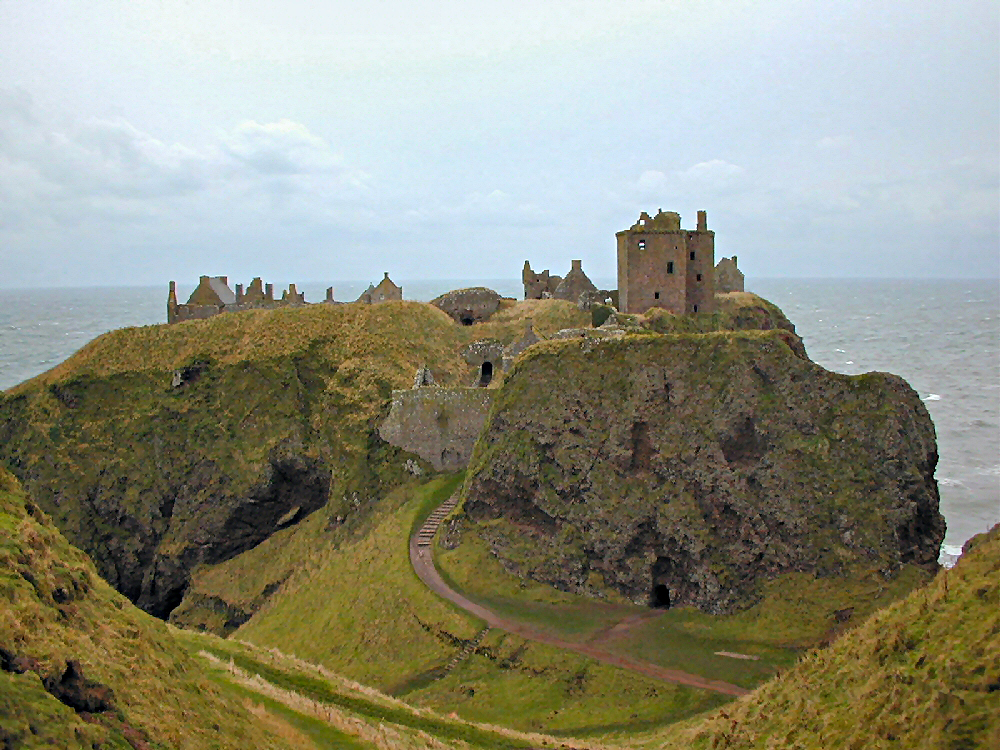
坐落在默恩斯的邓诺特城堡是大不列颠最好的防守要塞之一。该遗址在整个中世纪时期都被投入使用，城堡本身的历史可以追溯到14世纪。

苏格兰中世纪盛期涵盖了公元900年多姆纳尔二世去世到1286年亚历山大三世去世这段时期，而亚历山大三世去世也是苏格兰独立战争的间接原因。
在九世纪末期，多个并驱争先的王国占领了现代苏格兰的领土。苏格兰北部以及西部岛屿主要受斯堪的纳维亚半岛的影响，西南部为布雷托尼克文化，东南部则是盎格鲁-撒克逊即英格兰诺桑比亚王国的天下。而福斯河以北的东部地区是皮克特人和盖尔人引导的阿尔巴王国。到了十世纪和十一世纪，不列颠北部逐渐由盖尔文化以及阿尔巴的盖尔皇室所控制，阿尔巴在拉丁语中被称为阿尔巴尼亚或斯科舍省，而英语称它为“苏格兰”。这个王国以东部地区为基地，先向南控制领土，并最终控制了西部和北部的大部分地区。它拥有蓬勃发展的文化，隶属盖尔语地区的一部分，也是一个以农业和贸易为主的经济体。
在十二世纪大卫一世国王（King David I）统治之后，苏格兰君主更适合被称为斯科托诺曼人而非盖尔人，因为他们更崇尚法国文化而非苏格兰本土文化。因此，法国的各类制度和社会价值观念在苏格兰传播开来，其中包括教会法。苏格兰的第一批城镇名为伯格（burgh），它们正是在这一时期出现并发展的，同时，中古英语也传播开来。但是，这些发展随着诺尔斯-盖尔西部地区的收购以及法国和英法贵族家族的盖尔化而消失了。各种独特的宗教和文化习俗的出现，促进了苏格兰的民族凝聚力。该时代末期，苏格兰经历了“盖尔复兴”，确定了统一的苏格兰民族身份。到1286年，这些经济，制度，文化，宗教和法律的发展使苏格兰与英格兰和欧洲大陆邻国更相似，尽管外界仍将苏格兰视为一个省，甚至将它当成野蛮的地方。在那一时期，苏格兰王国的政治界限与现代国家的界限已经非常相似了。

## 史学史
中世纪盛期的苏格兰是一个研究的相对较为充分的话题，苏格兰中古史学家也在这方面出版了各类作品。大卫·杜姆维尔（David Dumville），托马斯·欧文·克兰西（Thomas Owen Clancy）和道维特·布劳恩（Dauvit Broun ）等人主要对该国的本土文化感兴趣，他们也经常接受凯尔特语的语言训练。   一些像G.W.S Barrow的诺曼主义者对11世纪后传入苏格兰的诺曼文化和苏格兰诺曼文化非常关注。在20世纪的大部分时间里，历史学家倾向于强调这段时期苏格兰发生的文化变革。 然而，辛西娅·内维尔（Cynthia Neville）和理查德·奥兰姆（Richard Oram）等学者认为在关注文化变革的同时，延续过去的盖尔文化也十分重要。 
自1987年芭芭拉·克劳福德（Barbara E. Crawford）出版《斯堪的纳维亚苏格兰》以来，致力于理解这一时期斯堪的维亚对苏格兰影响的作品不断涌现。但是，从849年开始，随着维京人入侵，圣高隆遗址从爱奥那岛挪走，受斯堪的纳维亚半岛影响地区的本地书面材料几乎消失了300年。 因此，从八世纪到十一世纪，有关赫布里底群岛以及整个苏格兰北部大部分地区的信息源几乎全部是爱尔兰语，英语或诺尔斯语写的。诺尔斯语的文献主要是在13世纪初期编写的，应小心处理。使用英语和爱尔兰语的文献更具现代性，但历史学家亚历克斯·伍尔夫（Alex Woolf）认为，这“在故事中可能会导致南方偏见”，尤其是希伯来群岛的人开始讲诺尔斯语的这段时期。 
有许多可追溯至19世纪的传统氏族历史，例如“具有纪念意义的唐纳德氏族和关于这一时期盖尔族口耳相传的大量语料，尽管它们的价值仍有待商榷。 

## 阿尔巴王国的起源

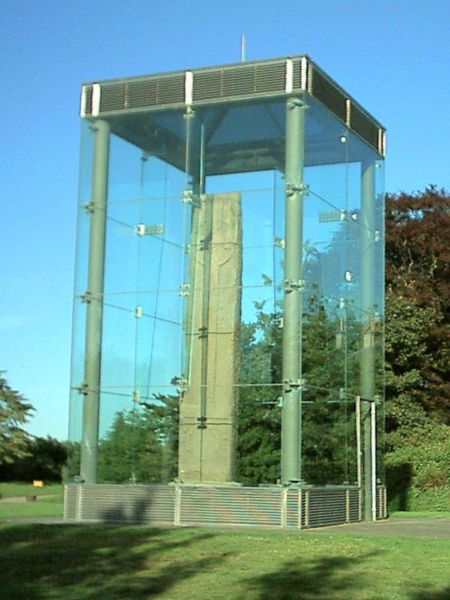
苏诺之石位于古老的Fortriu王国里的Forres小镇 ，这座可能是后皮克特风格的硕大纪念碑标志着某种意义上军事的胜利

在九世纪末期，各政体占领了苏格兰。皮克特族和盖尔族引领的阿尔巴王国刚在东部联结在一起，受斯堪的纳维亚影响的诸岛王国就出现在了西方。拉格纳尔·马伊尔（Ragnall uaÍmair）是当时的一个关键人物，尽管我们并不清楚他对苏格兰西部和北部（包括赫布里底群岛和北部小岛）领土的统治程度，因为这一事件在当代资料中并未记载。 斯特拉斯克莱德王国的首府登巴顿（Dumbarton）于870年被UíÍmair王朝所破坏。那是一次重大袭击，可能使整个苏格兰大陆都受到UíImair王朝的临时控制。  公元七世纪，苏格兰东南部由英国伯尼西亚王国/诺森布里亚王国吞并。加罗韦（Galloway）统治着苏格兰西南部。在一份可追溯至弗格斯（Fergus）统治时期的加罗韦宪章中，加罗韦统治者自封为加罗韦国王—加勒维滕斯（rex Galwitensium）。  而东北部的莫雷统治者，在Máel Snechtai这个名号前，不仅被称为斯堪的纳维亚和爱尔兰血统的“国王”，也被称为“阿尔巴国王”。 
然而，当唐纳德二世于900年在邓诺特去世时，他是第一个被记录为“苏格兰国王”的人 ，随着维京人和其他影响在苏格兰减弱，他的王国作为中心逐步扩大。十世纪，阿尔巴精英阶层开始以征服神话说来解释盖尔文化的强大是以牺牲皮克特文化为代价的。这被称为麦克亚尔宾的背叛，描述了肯尼思一世如何在一次武装占领中歼灭皮克特人。 但是，现代历史学家现在开始反对这一苏格兰起源说。 当代没有史学资料可以证实这场征服的真实性。此外，在肯尼思一世之前，皮克特人早就受盖尔文化影响了。说盖尔话的皮克特统治者，受皮克特皇家恩赐的盖尔语诗人， 盖尔语铭文以及盖尔语地名都是以上观点的力证。 皮克特语的彻底消失意味着皮克特文化向盖尔文化过渡，同样产生重要的影响还有康斯坦丁二世所谓的“ 皮克特教堂”盖尔化以及维京人入侵也给皮克特王国中心地带福尔特里乌的人造成不小的创伤。 

## 受斯堪的纳维亚影响的领土

### 群岛王国
群岛王国包括赫布里底群岛，克莱德峡湾和公元9世纪至13世纪的曼岛。这些岛屿在诺尔斯语中为Suðreyjar或“南部小岛”，与奥克尼郡和设得兰群岛的“北部小岛”或Norðreyjar不同，后者是奥克尼伯爵在中世纪盛期作为挪威王室的封臣而拥有的。

约1100年构成苏格兰的各个王国

在拉格纳尔·阿伊玛尔（Ragnall uaÍmair）之后成为群岛之王的，是曾在937年参加布鲁南布尔战役并同时成为诺桑比亚国王的阿姆莱布·库兰（AmlaíbCuarán）。 在随后的几年中，诺尔斯文献还列出了其他统治者，例如吉利，西格德，霍肯·埃里克森和索尔芬·西古德森，他们都曾是赫布里底群岛的统治者，也是挪威或丹麦国王的封臣。
戈德雷德·克洛万（Godred Crovan）自1079年成为都柏林和曼恩的统治者，从十二世纪初期开始，克洛万王朝宣誓就职，并在接下来的半个世纪以“曼恩和诸岛之王”的名义进行统治。然而，这个王国由于萨默德行动而垮台，萨默德的儿子们继承了赫布里底南部的统治权，“北岛”由马恩岛人统治了一个世纪。 

### 北部
十一世纪中期，索芬（Thorfinn Sigurdsson）时代，斯堪的纳维亚可能此时在苏格兰的影响力达到了顶峰 。索芬（Thorfinn Sigurdsson）试图建立一个从设得兰群岛一直延伸到马恩岛的单一政治和教会区域。 因此，当时斯堪的纳维亚人在苏格兰永久拥有的土地至少为现代苏格兰土地面积的四分之一。
到十一世纪末，挪威王室接受凯斯尼斯（Caithness）是奥克尼伯爵（Earls of Orkney）从苏格兰国王那里受封到的领地，尽管该领地的北欧特色在整个十三世纪都得以保留。 13世纪初期，在苏格兰国王与奥克尼伯爵Harald Maddadson发生冲突时，Raghnall mac Gofraidh协助了国王，于是他被授予凯斯尼斯（Kaithness）的这一封地。
在九世纪，奥克尼人将控制渗透到了莫雷，而这段时期大部分时间，莫雷都是作为半独立国家存在的。 莫雷统治者麦克白 （1040–1057）和他的继任者卢拉赫 （1057–1058）一度成为整个苏格兰王国的统治者。 但是，1130年后，苏格兰国王将莫雷征服，杀死了当时叛乱的莫雷统治者奥格纳斯（Ouengus ）。 1187年的另一次起义同样没有成功。 

### 苏格兰西南部

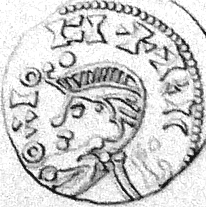
挪威国王马格努斯（Mannus Barefoot）在一枚硬币上（1093-1103）

到十世纪中叶，Amlaíb Cuarán控制了威格敦郡  ，该地区的现代名为盖洛伟，由于维京人和盖尔爱尔兰人在此定居产生盖尔-盖德尔族，因此盖洛伟这一名字正是这大杂烩的产物。 据说马格努斯·巴雷莱斯（Magnus Barelegs）在11世纪“制服了盖洛韦人民”  ，而惠特霍恩（Whithorn）似乎是西伯利亚-北欧工匠的中心，这些工匠在第一个千年末期就在爱尔兰海附近进行贸易。 但是，该地区的名字，关于诺尔斯人是否大量在该地区定居（与诺尔斯盖尔人相比），无论是书面还是考古证据都不令人信服。 
在西海岸包括阿盖尔的大部分地区和除了索尔威湾附近一个区域的大部分西南地区，盎司兰量衡变得流行起来。在邓弗里斯和加洛韦，有关地名的证据很复杂，它们受盖尔语、诺尔斯语和丹麦语的混合影响，因为英格兰北部有大量的丹麦人定居。 尽管苏格兰人在吉拉·布里格特（Gilla Brigte）逝世后以及在洛希兰（ Lochlann）于1185年登基后获得了更大的控制权，但直到1235年盖洛韦叛乱平息后，盖洛韦才最终完全归属苏格兰。 